# 罗纳德·沃尔姆
罗纳德·沃尔姆（德語：Ronald Worm，1953年10月7日—），德国男子足球运动员，场上位置是中场。他曾代表西德参加1978年国际足联世界杯，也曾在1976年欧洲足球锦标赛上获得亚军。